# Joseph de Cadoudal
Joseph de Cadoudal (Brech, 26 gennaio 1784 – Brech, 29 giugno 1852) è stato un generale francese. Era fratello minore del più celebre Georges Cadoudal.

## Biografia
Joseph Cadoudal iniziò da giovane la militanza nelle file dei legittimisti a fianco del fratello, e la sua fama  crebbe negli ultimi anni del Settecento al punto che Napoleone Bonaparte, allora primo console, temendo la sua influenza nella regione della Bretagna, volle catturarlo e portarlo a Brienne. Napoleone scrisse al generale Louis Joseph Victor Jullien de Bidon, prefetto del Morbihan, dando l'ordine di convincere de Cadoudal anche con la forza.  Per questo Cadoudal, il 20 novembre 1804, decise di salpare alla volta dell'Inghilterra col fratello, Pierre e con François Guillemot.
Proscritto per aver rifiutato la proposta del generale Bonaparte (e quindi del governo francese), trovò ospitalità per alcuni giorni a Morbihan e giunse infine a Londra dove si unì alla piccola comunità di emigrée locale, tra i quali il fratello minore Louis. Riprese gli studi assieme al fratello, sotto la guida del vescovo Amelot, ex vescovo di Vannes, anche lui emigrato con la caduta della monarchia. Successivamente questo gruppo emigrato organizzò lo sbarco del conte di Provenza  e della sua piccola corte in Inghilterra.
Distintosi per fedeltà ai Borboni, de Cadoudal tornò in Francia solo con la Restaurazione nel 1814, comandando una divisione dell'esercito insurrezionale costituitosi durante i Cento Giorni di Napoleone col grado di generale. Il 29 maggio 1815, Luigi XVIII lo nobilitò. Nel 1822, a Clermont-Ferrand, sposò Virginie du Lac (1795-1828) con cui ebbe sei figli , tra i quali Georges (1823-1885), letterato e consigliere generale del Morbihan, e Virginie Jeanne Marie (1825-1872).